# Aéroport international de Cardiff
Pour les articles homonymes, voir CWL.

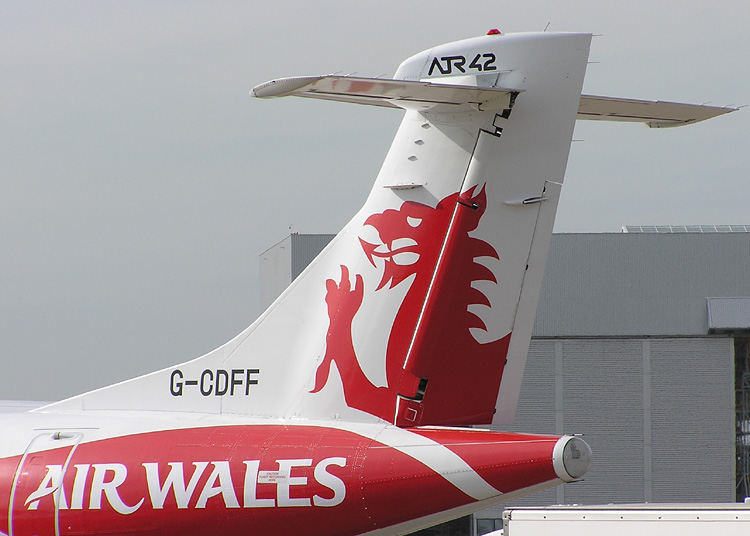
Avion de l'éphémère compagnie Air Wales, figurant le dragon gallois.

L'aéroport international de Cardiff, (code IATA : CWL • code OACI : EGFF) est un aéroport domestique et international desservant la ville de Cardiff, la capitale et la plus grande ville du pays de Galles (Royaume-Uni). L'aéroport se trouve sur la commune de Rhoose, dans la Vallée de Glamorgan à 19 km à l'ouest de Cardiff.

## Situation
| Anglesey Cardiff |

## Compagnies aériennes et destinations
| Compagnies  | Destinations |
| ----------- | --- |
| Aer Lingus  | Belfast-G. Best |
| BH Air      | En saison : Bourgas |
| KLM         | Amsterdam |
| Loganair    | Édimbourg |
| Ryanair     | Belfast, Dublin, Faro En saison : Malaga-Costa del Sol |
| TUI Airways | Alicante-Elche, Lanzarote-Arrecife, Las Palmas/Gran Canaria, Malaga-Costa del Sol, Ténériffe-Sud Reine Sofia En saison : - Antalya - Bridgetown-Grantley-Adams - Bourgas - Charm el-Cheikh - Corfou-I. Kapodístrias - Dalaman - Dubrovnik - Enfidha-Hammamet - Héraklion-N. Kazantzákis - Ibiza - Céphalonie - Kos - Larnaca - Minorque-Mahón - Palma de Majorque - Paphos - Reus - Rhodes-Diagoras - Zante D.-Solomós |
| Volotea     | En saison charter: Lyon-Saint-Exupéry, Nantes-Atlantique |
| Vueling     | Alicante-Elche, Malaga-Costa del Sol |

Édité le 13/01/2019  Actualisé le 02/04/2023